# گونزالو سانچز دی لوزادا
گونزالو سانچز دی لوزادا (اسپانیایی: Gonzalo Sánchez de Lozada‎؛ زادهٔ ۱ ژوئیهٔ ۱۹۳۰)، سیاست‌مدار، و بازرگان اهل بولیوی است.  او ریاست جمهوری بولیوی را دو بار در سال‌های ۱۹۹۳ تا ۱۹۹۷؛ و  سپس از ۶ اوت ۲۰۰۲ تا ۱۷ اکتبر ۲۰۰۳، عهده‌دار بود.